# Plan (cinéma)
Pour les articles homonymes, voir Plan.
Au cinéma, le mot plan a deux définitions proches :
- Un plan de tournage est une prise de vues comprise entre la mise en marche de la caméra et son arrêt. « Le plan est le jeu de scène filmé entre les deux mots magiques du tournage : « Action ! » et « Coupez ! ».
- Un plan de montage est une prise de vues comprise entre deux points de vue différents ou entre deux segments d'un même plan comportant une coupe à l'intérieur de celui-ci (jump cut).

Un ensemble de plans situés dans le même temps et dans le même lieu est une scène. Plusieurs scènes se rapportant à une même action, se déroulant en plusieurs lieux et en plusieurs temps, forment ce que l'on appelle génériquement une séquence. » Si dans le jargon cinématographique la scène et la séquence sont souvent confondues chez les francophones, elles ont une définition bien particulière chez les anglophones qui ne les confondent pas.
Le choix du ou des plans les mieux adaptés à la séquence tournée revient au réalisateur, ou à défaut au cadreur (caméraman) ou au directeur de la photographie. Les plans les plus difficiles à obtenir (notamment les plans composites des effets spéciaux numériques) sont dessinés d'abord sur des storyboards afin d'étudier toutes les étapes de la réalisation.

## Durée
Un plan dure généralement quelques secondes ou quelques dizaines de secondes (de minutes parfois) et constitue l'unité de base du langage cinématographique.

## Montage
Lors du montage, un plan doit être raccourci pour prendre harmonieusement sa place au sein d'autres plans. Il peut être morcelé en plusieurs autres plans qui deviennent alors des plans de montage, intercalés dans d'autres plans. 
On considère assez généralement que pour rendre fluide le montage (dans un rythme normal de montage de film), il est d'usage lors d'un cut entre deux plans cadrés dans le même axe, de sauter une valeur de plan pour que la coupe soit considérée comme fluide.
De plus, dans une valeur de plan identique, au montage, on considère que la position de caméra devra situer au moins à 30° du plan précédent filmant le même sujet pour que la coupe soit acceptable. 
Ces deux règles devraient davantage se résumer à : il est préférable d'éviter que l'image du plan qui suit soit trop proche du plan précédent et raconte approximativement la même chose sans vraiment changer de point de vue. 
Ces deux règles deviennent obsolètes en cas de montage très rapide du type clip, car la perception spatiale du spectateur n'a plus ou peu d'importance.

## Plans longs
Parfois, à la demande du réalisateur, on tourne un plan long fixe, qui peut durer plusieurs minutes.

### Plan-séquence
Le plan-séquence qu'on devrait en réalité appeler un plan "scène" est un plan long constituant une scène en lui-même. Il peut présenter divers mouvements de caméra au cours de son déroulement (panoramiques, travellings, zooms).

## Cadrage et échelle des plans
On distingue les différents cadrages de plan suivants : 
| Plan général (PG) | Il situe l’action dans son contexte géographique et topologique. Un plan de Manhattan vu du fleuve est un PG caractéristique, idem pour le Champ de Mars et la Tour Eiffel. Un château dans son parc Il sert à montrer la totalité du décor sans se concentrer sur quelque chose en particulier. C'est une valeur de plan qui s'intéresse au décor plutôt qu'au personnages. |
| Plan d'ensemble (PE) | C'est un plan d'exposition par excellence. Un plan du palais de justice est un PE caractéristique, idem pour des tribunes d'un champ de course. Le château (sans son parc.) Contrairement au Plan général, on distingue suffisamment les personnages pour comprendre leurs actions. Il se concentre sur un lieu de la taille approximative d'une rue ou d'une place. |
| Plan de demi-ensemble (PDE) ou plan large | Il ne couvre qu'une partie du décor ou de l'action. Il concentre l'attention sur un groupe humain bien particulier. Des avocats descendant les marches du palais de justice est un PDE caractéristique. C'est un plan qui commence à s'intéresser autant aux décors qu'aux personnages. C'est le plan le plus large qu'on puisse utiliser en intérieur. Les deux plans précédent n'étant pas possible en intérieur. (Sauf en animation ou on pourrait, par exemple, considérer un meuble comme décor principal, à l'intérieur d'une pièce.                                             |
| Plan moyen (PM) ou plan pied (journalisme) | Il cadre un ou plusieurs personnages en entier. Il concentre l'attention sur le ou les personnages, éventuellement dans un espace qui les situe. L'avocat et ses deux clients, vus discutant dans la cour de palais de justice, est un PM caractéristique. |
| Plan italien | Plan montrant un personnage jusqu'aux mollets. Utilisation désuète, (peu gracieux), remplacée par le plan américain. |
| Plan américain (PA) | Il cadre les personnages à mi-cuisses. Il rapproche encore davantage le spectateur des personnages. Le plan américain a été ainsi dénommé car c'est le plan typique des films américains des années 1920 et suivantes. (Il cadre en dessous du revolver dans les western.) Ce type de plan permet également de montrer plusieurs personnages lors d'un dialogue sans nécessiter de modifier la position de la caméra. Dans l'exemple, c'est le conciliabule entre l'avocat et ses clients, ou la dispute à propos du procès perdu. C'est un plan de confrontation qui permet l'action. |
| Plan mi-moyen (PMM) ou plan rapproché taille (PRT) ou plan taille (journalisme) | Ce plan cadre les personnages à la ceinture et permet d'isoler encore plus un ou deux personnages. C'est un plan de séduction ou de bagarre naissante. |
| Plan rapproché (PR) ou plan rapproché poitrine (PRP) ou plan poitrine (journalisme) Plan rapproché épaule ou plan épaule | Le personnage est en confidence, le spectateur profite des détails de son visage. Dans notre exemple, c'est l'avocat apprenant à voix basse à son client un élément inattendu et encore secret de leur affaire. C'est un plan intime, et celui du baiser. Plan rapproché épaule ou plan épaule. Le personnage est très présent. |
| Gros plan (GP) | Il permet de lire directement les émotions d'un personnage, ses réactions les plus intimes. Dans notre exemple, ce peut être l'étonnement, réel ou feint, du client à la confidence de son avocat. Il peut aussi cadrer des objets. C'est le plan de l'analyse psychologique, mais aussi celui de la sensualité ou de l'expressivité. |
| Très gros plan (TGP) | Il montre un détail du visage, par exemple, les yeux, la bouche, ou du corps (Ex. : TGP sur son index crispé sur la détente de l'arme). Il peut aussi cadrer des objets. Généralement très bref, il sert la progression du récit ou du suspense, en attirant l'attention sur un détail furtif dramatiquement important. |
| Plan d'objet (ceci n'est pas une valeur de plan) | C'est un plan explicatif montrant un objet. (Ex. : Plan de la moto neuve qu'elle lui offre). Parfois appelé plan de détail. |
| Insert. L'insert n'est pas une valeur de plan. C'est une notion de montage. C'est un plan monté à l'intérieur d'un autre plan et il peut être cadré dans toutes les valeurs précitées. Mais le terme est souvent utilisé à tort pour désigner un gros plan. | Plan d'un objet ou d'un paysage, désigné ainsi pendant le montage. (Ex. : Insert du décompte temporel de la bombe, Insert du château entre un plan de demi-ensemble d'une voiture qui roule (vers celui-ci). |

## Mouvements de caméra

### Panoramique
Le panoramique est un mouvement de rotation de la caméra sur l’un ou l’autre de ses axes, à l’horizontal ou à la verticale. La caméra peut être activée sur son axe vertical, de gauche à droite ou inversement, c’est un panoramique horizontal, identique au mouvement de la tête quand l’horizon est parcouru par le regard (en anglais « pan », on dit « the camera is panning »). Elle peut être activée sur son axe horizontal, de bas en haut ou inversement, c’est un panoramique vertical, identique au mouvement de la tête parcourant du regard un paysage alpin, du fond de la vallée au sommet de la montagne, et inversement (en anglais « tilt », on dit « the camera is tilting »). Les deux types de panoramiques peuvent être combinés.

### Travelling
Le travelling est un déplacement de la caméra au cours de la prise de vues, dont l'une des utilisations est de suivre un sujet parallèlement à son mouvement, une autre de se rapprocher ou de s'éloigner du sujet, de le contourner et éventuellement d'en révéler de nouveaux aspects. Le travelling est obtenu, soit en caméra portée (caméra à l'épaule), soit en utilisant un  système d'amortissement portable, soit en disposant la caméra sur un chariot spécifique roulant sur pneus et sols préparés, ou sur rails métalliques, soit en la montant sur une grue qui permet son déplacement linéaire et des variations de hauteur en cours de prise de vues, soit en l'installant sur ou dans tout objet roulant, navigant, glissant ou volant (voiture travelling, train, bateau, traîneau, moto, avion, hélicoptère, ballon dirigeable, supports sur câbles, etc).

### Rotation
Il faut aussi nommer la rotation (à ne pas confondre avec le panoramique) qui est un mouvement circulaire autour d'un troisième axe. (tête 3D ou dutch head) Cela peut donner, par exemple, l'effet d'un personnage qui tourne à l'écran pour se retrouver tête en bas. Une rotation combinée avec un travelling avant ou arrière se nomme vrille.
Les systèmes stabilisateurs de prise de vues, tels le Steadicam, grandement facilités par la légèreté du matériel numérique de prise de vues, permettent aujourd'hui une liberté quasi totale de mouvements.

### Prises de vue aériennes
Lors de prises de vues aériennes, réalisées depuis un hélicoptère et de plus en plus avec des drones télécommandés, les mouvements de caméra se font dans les trois dimensions. Alors que l'hélicoptère permet des tournages en altitude élevée ou à vitesse rapide, le drone, beaucoup plus petit et quasi silencieux, permet de passer dans un même plan (ou plan-séquence) de prises de vues au sol à des vues aériennes très proches du sol et/ou du sujet. Le coût d'utilisation très abordable des drones en a « démocratisé » l'usage et ce type de plan, irréalisable dans le passé, devient monnaie courante .

### Zoom
Le zoom (qui n'est pas un mouvement de caméra) est surtout employé pour effectuer un « travelling optique » avant ou arrière : en zoomant (avant ou arrière), on croit se rapprocher ou on croit s'éloigner du sujet, alors que la caméra reste fixe. Celui-ci peut être couplé avec un panoramique ou un travelling. Par rapport au mouvement mécanique, le mouvement de zoom se caractérise par sa platitude photographique ; il ne déforme pas la perspective, étant le grossissement ou la diminution d'une image virtuelle par un jeu de loupes mobiles. Un « coup de zoom », ou « zoom coup de poing », zoom avant exécuté rapidement sur un objet ou sur un visage, produit un effet de surprise.

## Plan composite
Dès les débuts du cinéma, les réalisateurs ont mélangé des images issues de plans différents pour en créer un plan nouveau, composé d'éléments de ces plans originels. On parle dans ce cas de « plan composite ». Ce procédé est particulièrement utilisé aujourd'hui dans la réalisation d'effets spéciaux. 